# Chelsea Bremner
Pour les articles homonymes, voir Bremner.

a Compétitions nationales et continentales officielles uniquement.

b Matchs officiels uniquement.
Dernière mise à jour le 13 avril 2025.
Chelsea Bremner, née le 11 avril 1995 à Christchurch (Nouvelle-Zélande), est une joueuse internationale néo-zélandaise de rugby à XV évoluant au poste de deuxième ligne. Elle joue avec Canterbury en Farah Palmer Cup et la franchise de Matatū en Super Rugby Aupiki.
Elle est la sœur ainée d'Alana Bremner.

## Biographie
Chelsea Bremner naît le 11 avril 1995 à Christchurch en Nouvelle-Zélande. Elle grandit à Little River, un village de 300 habitants. Fille d'un tondeur de moutons, elle aide régulièrement à poursuivre et attraper les bêtes, développant ainsi des qualités physiques naturelles. Elle pratique longtemps le netball et ne débute le rugby à XV qu'en 2015, à vingt ans, dans les rangs de la Lincoln University (en) où elle rejoint sa sœur cadette Alana.
Dès 2016, elle est sélectionnée pour jouer avec la province de Canterbury en Farah Palmer Cup. Elle y remporte quatre titres consécutifs.[réf. nécessaire]
En juillet 2020, elle et sa sœur passent la barre symboliques des cent matchs joués à elles deux avec leur club de Lincoln University. Elle débute avec les Black Ferns en novembre, lors de deux rencontres face aux Barbarians néo-zélandaises.
En 2022, elle signe avec la franchise de Matatū pour la première édition du Super Rugby Aupiki. En Farah Palmer Cup, Canterbury réalise la saison parfaite avec sept victoires en autant de matchs : Chelsea Bremner remporte le titre pour la cinquième fois. Elle compte cinq sélections en équipe nationale quand elle est retenue en septembre pour disputer la Coupe du monde organisée en Nouvelle-Zélande. Elle marque un essai contre le pays de Galles et est sacrée championne du monde. Elle est la seule Black Fern à disputer les douze matchs de l'équipe pendant cette année.
En 2023, elle signe avec l'équipe des Chiefs Manawa : pour la première fois elle ne porte pas les mêmes couleurs que sa sœur, elles s'affrontent au mois de mars. Les Chiefs Manawa sont battues en finale par son ancienne équipe de Matatū. En juillet, elle remporte la Pacific Four Series avec les Black Ferns. Au mois de septembre, de retour sous le maillot de Canterbury, elle perd encore une finale, face à Auckland.[réf. nécessaire] À l'automne, elle participe à la première édition du WXV, organisée en Nouvelle-Zélande. Contre la France, c'est la première fois qu'elle perd un match international.
En 2024, elle connait un nouvel échec en finale de Super Rugby Aupiki, cette fois face aux Blues. Bien qu'elle soit toujours sous contrat avec la fédération néo-zélandaise, elle n'est ni sélectionnée pour la Pacific Four Series, ni pour le WXV. En fin de saison, elle quitte les Chiefs Manawa et retourne à Matatū.

## Palmarès

### En province
- Vainqueur de la Farah Palmer Cup en 2017, 2018, 2019, 2020 et 2022.
- Finaliste de la Farah Palmer Cup 2023
- Finaliste du Super Rugby Aupiki en 2023, 2024 et en 2025.

### En équipe nationale
- Vainqueur de la Coupe du monde en 2021.
- Vainqueur de la Pacific Four Series en 2022 et 2023.

### Distinctions individuelles
- Élue Joueuse de l'année de la Farah Palmer Cup en 2019.